# Andreas Krapp
Andreas Krapp (* 3. Juli 1940 in Bamberg) ist ein deutscher Erziehungswissenschaftler und Pädagogischer Psychologe.

## Biographie
Andreas Krapp absolvierte nach dem Abitur (1960) eine Ausbildung für das Lehramt an Volksschulen an der Pädagogischen Hochschule München-Pasing. Im Anschluss daran studierte er an der Ludwig-Maximilians-Universität München Psychologie mit den Nebenfächern Soziologie und Anthropologie/Humangenetik (Diplom 1967) und promovierte 1972 bei Hans Schiefele mit einer empirischen Arbeit über Bedingungen des Schulerfolgs. 1978 erwarb er an der Ludwig Maximilians-Universität München (Fachbereich für Psychologie und Pädagogik) die Lehrbefähigung für das Fach Empirische Pädagogik und Pädagogische Psychologie.
Ab 1967 war Andreas Krapp als wissenschaftlicher Mitarbeiter in unterschiedlichen Funktionen bei Hans Schiefele zunächst am Institut für Unterrichtswissenschaft der Pädagogischen Hochschule Augsburg und anschließend (ab 1969) am Institut für Empirische Pädagogik und Pädagogische Psychologie der Ludwig-Maximilians-Universität München beschäftigt. Von 1980 bis 2005 hatte er eine Professur für Erziehungswissenschaft und Pädagogische Psychologie an der Fakultät für Sozialwissenschaften der Universität der Bundeswehr München inne.

## Wissenschaftliche Arbeit
Andreas Krapp hat sich insbesondere mit den Bedingungen und der Vorhersage schulischer Leistungen befasst. Ein Schwerpunkt seiner wissenschaftlichen Arbeiten war die Erforschung der motivationalen Bedingungen des Lernens und der menschlichen Entwicklung. Er entwickelte die von Hans Schiefele konzipierte Idee einer pädagogischen Theorie des Interesses auf der Grundlage empirischer Untersuchungen weiter und trug dazu bei, dass das pädagogisch-psychologische Interessenskonzept Eingang in die wissenschaftliche Diskussion der internationalen psychologischen Motivationsforschung fand.
Weitere Themen in seinen wissenschaftlichen Publikationen sind u. a. die Erklärung und Vorhersage von Schulerfolg, Aufgaben und Prinzipien pädagogischer Diagnostik, wissenschaftstheoretische Grundlagen der empirisch-pädagogischen Forschung sowie die historische Entwicklung der Pädagogischen Psychologie (vgl. Lehrbuch Pädagogische Psychologie).
Andreas Krapp hat sich an der Herausgabe wissenschaftlicher Zeitschriften beteiligt, etwa der Zeitschrift für Pädagogik (1985–2010). Er ist außerdem Begründer und Mitherausgeber des Lehrbuchs Pädagogische Psychologie, das erstmals 1986 im Beltz-Verlag erschien und zuletzt 2014 in 6. Auflage von ihm und Tina Seidel vollständig überarbeitet wurde (vgl. Lehrbuch Pädagogische Psychologie).
Andreas Krapp war Mitglied in wissenschaftlichen Beratungsgremien, z. B. im Wissenschaftlichen Beirat des Max-Planck-Instituts für Bildungsforschung in Berlin (1997–2005) und im Sachverständigenrat des Leibniz-Instituts für die Pädagogik der Naturwissenschaften (IPN) an der Universität Kiel (1997–2005). Von 2000 bis 2004 war er gewählter Fachgutachter im DFG-Fachausschuss Lehr-, Lern- und Qualifikationsforschung und von 2004 bis 2007 gewähltes Mitglied und Sprecher des Fachkollegiums Erziehungswissenschaft der Deutschen Forschungsgemeinschaft (DFG).

## Publikationen (Auswahl)
- Bedingungen des Schulerfolgs. Empirische Untersuchungen in der Grundschule. Oldenbourg, München 1973, ISBN 3-486-08411-9.
- Prognose und Entscheidung. Beltz, Weinheim 1979, ISBN 3-407-54548-7.
- Hans Schiefele, Andreas Krapp (Hrsg.): Handlexikon zur Pädagogischen Psychologie. Ehrenwirth-Verlag, München 1981, ISBN 3-431-02360-6.
- Manfred Prenzel, Andreas Krapp, Hans Schiefele: Grundzüge einer pädagogischen Interessentheorie. In: Zeitschrift für Pädagogik. Band 32, Nr. 2, 1986, ISSN 0044-3247, S. 163–173, urn:nbn:de:0111-pedocs-143836 (Download bei pedocs [PDF; 842 kB; abgerufen am 29. September 2020]).
- K. Ann Renninger, Suzanne Hidi, Andreas Krapp: The Role of interest in learning and development. L. Erlbaum Associates, Hillsdale, NJ 1992, ISBN 0-8058-0718-7 (englisch).
- Andreas Krapp: Intrinsische Lernmotivation und Interesse. Forschungsansätze und konzeptuelle Überlegungen. In: Zeitschrift für Pädagogik. Band 45, Nr. 3, 1999, ISSN 0044-3247, S. 387–406, urn:nbn:de:0111-opus-59584 (Download bei pedocs [PDF; 1,7 MB; abgerufen am 29. September 2020]).
- Andreas Krapp: Interest and human development during adolescence: An educational-psychological approach. In: J. Heckhausen (Hrsg.): Motivational psychology of human development. Elsevier, Amsterdam/Oxford 2000, ISBN 0-444-50601-2, S. 109–128 (englisch).
- Andreas Krapp: Structural and dynamic aspects of interest development: Theoretical considerations from an ontogenetic perspective. In: Learning and Instruction. Band 12, Nr. 4, 2002, S. 383–409, doi:10.1016/S0959-4752(01)00011-1 (englisch).

 Lehrbuch Pädagogische Psychologie
- Andreas Krapp: Pädagogische Psychologie. 1. Auflage. Beltz-Verlag, 1986. Seitdem in 6 Auflagen erschienen, z. B.:
  - Andreas Krapp, Bernd Weidenmann (Hrsg.): Pädagogische Psychologie. 4., vollständig überarbeitete  Auflage. Beltz, PVU, Weinheim 2001, ISBN 3-621-27473-1.
  - Tina Seidel, Andreas Krapp (Hrsg.): Pädagogische Psychologie. 6., vollständig überarbeitete  Auflage. Beltz, Weinheim 2014, ISBN 978-3-621-27917-8.